# Brigitte Macron
Brigitte Macron (Amiens, 13 april 1953) is de echtgenote van de Franse president Emmanuel Macron.

## Levensloop

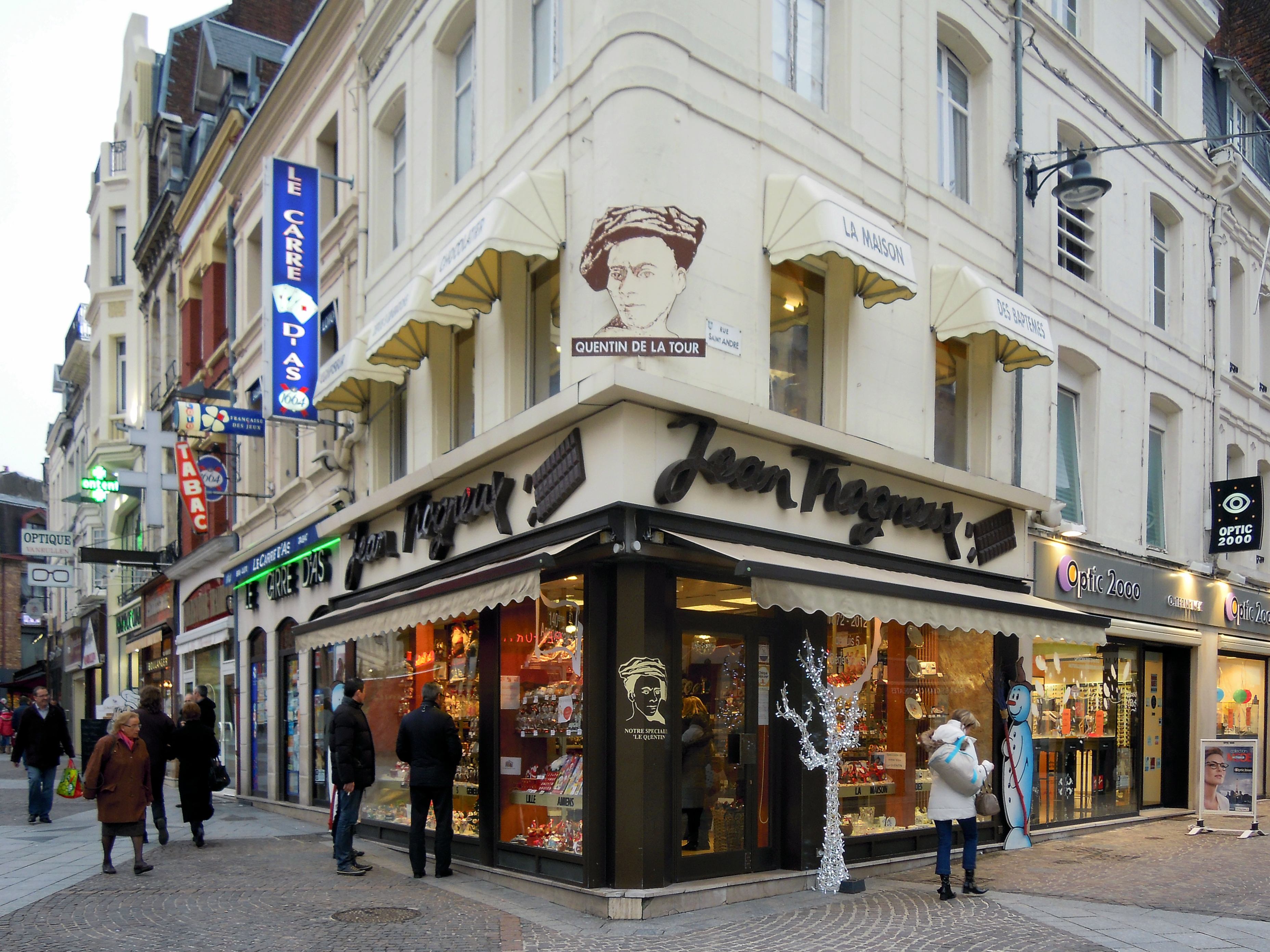
De winkel van chocolatier Jean Trogneux in Saint-Quentin (Aisne).

Brigitte Macron werd als Brigitte Marie-Claude Trogneux geboren in Amiens, in het departement Somme. Haar ouders waren de vijfde generatie chocolatiers in het familiebedrijf Chocolatiers Trogneux, vooral bekend van zijn macarons. Brigitte is de jongste van zes kinderen. In 1974 trouwde zij met de bankier André-Louis Auzière, met wie zij drie kinderen kreeg.
Ze gaf les in Frans en Latijn aan La Providence, een lyceum van de jezuïeten in Amiens. Op deze school ontmoette zij de leerling Emmanuel Macron. Hij volgde literatuurlessen en nam deel aan de theaterklas waaraan zij lesgaf. Hier ontstond hun relatie.
Op zijn zeventiende vertrok Macron naar Parijs en na enkele jaren volgde ze hem. Ze werd lerares aan de jezuïetenschool Louis de Gonzague. Zij scheidde in 2006 en hertrouwde in 2007 met Macron. Het grote leeftijdsverschil tussen de echtelieden was in de aanloop naar de Franse presidentsverkiezingen van 2017 en kort hierna regelmatig voer voor discussie In de media.
Brigitte Macron plaatste zich in 2015 in disponibiliteit in het onderwijs, toen haar man minister van economische zaken werd. Ze speelde een actieve rol in zijn campagne bij de presidentsverkiezingen in 2017 door mee te helpen aan toespraken en aan de campagnestrategie. Volgens Marc Ferracci, campagne-adviseur en getuige bij hun huwelijk, "is haar aanwezigheid essentieel voor hem".
Emmanuel Macron verklaarde dat in het geval hij tot president verkozen werd, zijn vrouw "de rol krijgt die zij altijd met hem heeft gehad. Zij zal niet verstopt worden". Volgens Macron zou het hypocriet zijn om de onbezoldigde functie van presidentsvrouw niet te erkennen.

## Rol

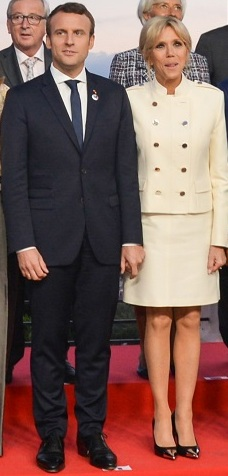
Emmanuel en Brigitte Macron op de G7-top in 2017

De Vijfde Republiek kent niet expliciet de rol van first lady zoals deze in de Verenigde Staten bestaat. Om duidelijkheid te scheppen over de rol van de partner (conjoint) van de president van de republiek heeft het Elysée een document gepubliceerd, de Charte de la transparance, waarin deze rol nader gespecificeerd wordt.

### Taakomschrijving
De partner van de President:
- Vertegenwoordigt Frankrijk, in het gezelschap van de president, op internationale toppen en bijeenkomsten;
- beantwoordt vragen en verzoeken van Fransen en buitenlanders die haar willen ontmoeten of een vraag hebben;
- is belast met de supervisie over evenementen en officiële recepties in het Elysée-paleis;
- ondersteunt, door beschermvrouwschap of aanwezigheid, instellingen en manifestaties met een liefdadig, cultureel of sociaal karakter, of die pogen de internationale uitstraling van Frankrijk te verstevigen.

### Middelen
Als de partner van de Franse president krijgt Macron de volgende middelen:
- De partner van de president krijgt geen eigen salaris voor het uitoefenen van deze functie.
- De partner van de president heeft geen recht op representatiekosten.
- Er is geen specifiek budget voor de partner van de president.

Voor het vervullen van haar taken kan de partner van de president beroep doen op het Kabinet van de President van de Republiek. Nochtans beschikt mevrouw Macron over twee persoonlijke raadsleden, alsook een eigen secretariaat.